# Sesame Street
Sesame Street (på dansk Sesamgade) er en amerikansk tv-serie for børn med dukker i hovedrollerne. Serien blev skabt af Children's Television Workshop med Joan Ganz Cooney i spidsen. Dukkerne, de såkaldte Muppets, er skabt af Jim Henson. Kermit er den eneste Muppet, der både optræder i The Muppet Show og Sesame Street. Kermit inspirerede Kaj i det danske småbørnsprogram, Legestue. Programmet havde premiere i USA i 1969 og var dengang pionerer inden for pædagogiske børneprogrammer. Nye afsnit af Sesame Street sendes dagligt på HBO. Indtil 2016 blev daglige udsendelser sendt på public service netværket PBS i USA.
Idéen med Sesame Street er at små børn skal inspireres til at lære at regne og skrive. Programmet har også fået meget positiv omtale verden over.
Den 18. oktober 2009 havde TV 2 premiere på Sesamgade – den danske pendant til Sesame Street frem til august 2020.